# Vair-sur-Loire
Vair-sur-Loire est, depuis le 1er janvier 2016, une commune nouvelle française née de la fusion des communes de Saint-Herblon et Anetz dans le département de Loire-Atlantique, en région Pays de la Loire.

## Géographie
La commune est située sur la rive nord de la Loire, à 50 km à l'est de Nantes, 7 km à l'est d'Ancenis et 47 km à l'ouest d'Angers.
Les communes limitrophes sont Ancenis-Saint-Géréon, La Roche-Blanche et Loireauxence en Loire-Atlantique, Mauges-sur-Loire et Orée d'Anjou en Maine-et-Loire sur la rive opposée de la Loire.
| La Roche-Blanche     |                        | Loireauxence |
| Ancenis-Saint-Géréon | Vair-sur-Loire         | Loireauxence |
| Loire Orée d'Anjou   | Loire Mauges-sur-Loire |              |

### Climat
Pour des articles plus généraux, voir Climat des Pays de la Loire et Climat de la Loire-Atlantique.
En 2010, le climat de la commune est de type climat océanique altéré, selon une étude du CNRS s'appuyant sur une série de données couvrant la période 1971-2000. En 2020, Météo-France publie une typologie des climats de la France métropolitaine dans laquelle la commune est exposée à un climat océanique et est dans la région climatique  Bretagne orientale et méridionale, Pays nantais, Vendée, caractérisée par une faible pluviométrie en été et une bonne insolation. 
Pour la période 1971-2000, la température annuelle moyenne est de 11,9 °C, avec une amplitude thermique annuelle de 14,1 °C. Le cumul annuel moyen de précipitations est de 740 mm, avec 12 jours de précipitations en janvier et 6,2 jours en juillet. Pour la période 1991-2020, la température moyenne annuelle observée sur la station météorologique de Météo-France la plus proche, sur la commune d'Angrie à 20 km à vol d'oiseau, est de 12,3 °C et le cumul annuel moyen de précipitations est de 710,5 mm,. Pour l'avenir, les paramètres climatiques de la commune estimés pour 2050 selon différents scénarios d'émission de gaz à effet de serre sont consultables sur un site dédié publié par Météo-France en novembre 2022.

## Urbanisme

### Typologie
Au 1er janvier 2024, Vair-sur-Loire est catégorisée commune rurale à habitat dispersé, selon la nouvelle grille communale de densité à sept niveaux définie par l'Insee en 2022.
Elle est située hors unité urbaine. Par ailleurs la commune fait partie de l'aire d'attraction d'Ancenis-Saint-Géréon, dont elle est une commune de la couronne,. Cette aire, qui regroupe 12 communes, est catégorisée dans les aires de 50 000 à moins de 200 000 habitants,.

## Toponymie
Outre la Loire, le toponyme fait référence au château du Plessis-de-Vair (ou « château de Vair »), situé sur la commune d'Anetz, et qui fut au XVIIIe siècle le siège du marquisat de Châteaufromont qui englobait les deux communes, ainsi que celle de La Rouxière (qui rejoindra la commune nouvelle de Loireauxence).
La forme en gallo proposée par l'Institut de la langue gallèse est Vair.

## Histoire
La commune de Vair-sur-Loire est née le 1er janvier 2016, du rapprochement de Saint-Herblon et Anetz, sous le régime de la commune nouvelle. Ces dernières sont devenues, à cette date, des communes déléguées de la nouvelle collectivité, conformément aux souhaits des conseils municipaux respectifs, émis le 6 octobre 2015, décision entérinée par l'arrêté préfectoral du 29 octobre 2015.

## Politique et administration
Selon l'arrêté préfectoral du 29 octobre 2015, le chef-lieu de la commune nouvelle est fixé à la mairie de Saint-Herblon.

### Liste des maires
| Période         | Période         | Identité          | Étiquette | Qualité |
| --------------- | --------------- | ----------------- | --------- | --- |
| 9 janvier 2016  | 26 janvier 2024 | Éric Lucas,       | DVD       | Aviculteur retraité 11e vice-président de la CC du Pays d'Ancenis (2020 → 2024) Ancien maire d'Anetz (2008 → 2015) Réélu pour le mandat 2020-2026 Démissionnaire, |
| 12 février 2024 | En cours        | Amélie Cornilleau |           | Professeure et directrice d'école |

## Démographie
Les habitants de la commune sont les Vairlois.
Selon le classement établi par l'Insee, Vair-sur-Loire est une commune multipolarisée. Elle fait partie de la zone d'emploi d'Ancenis et du bassin de vie de Varades. Elle n'est intégrée dans aucune unité urbaine. Toujours selon l'Insee, en 2010, la répartition de la population sur le territoire de la commune était considérée comme « peu dense » : 95 % des habitants résidaient dans des zones « peu denses »  et 5 % dans des zones « très peu denses ».

### Évolution démographique
Au 1er janvier 2014, le territoire de la commune nouvelle comptait 4 543 habitants (population légale). L'évolution du nombre d'habitants est connue à travers les recensements de la population effectués dans les communes depuis 1795. À partir du XXIe siècle, les recensements réels des communes de moins de 10 000 habitants ont lieu tous les cinq ans, contrairement aux autres communes qui ont une enquête par sondage chaque année.
| Nom                   | Code Insee | Intercommunalité     | Superficie (km2) | Population (dernière pop. légale) | Densité (hab./km2) |
| --------------------- | ---------- | -------------------- | ---------------- | --------------------------------- | ------------------ |
| Saint-Herblon (siège) | 44163      | CC du Pays d'Ancenis | 36,90            | 2 472 (2013)                      | 67                 |
| Anetz                 | 44004      | CC du Pays d'Ancenis | 14,83            | 2 019 (2013)                      | 136                |

## Culture locale et patrimoine

### Lieux et monuments
Le château du Plessis-de-Vair, construit au XVIIe et XVIIIe siècles, a été inscrit au titre des monuments historiques en 1980 et 2003.